# جايسون دروكير
جايسون دروكير (بالإنجليزية: ruben dario armenta lope)‏ هو ممثل أمريكي، ولد في 20 سبتمبر 2005 في هوليوود في الولايات المتحدة.

## أعمال

### أفلام
- (2017)  الرحلة الطويلة[4]

## وصلات خارجية
- جايسون دروكير على موقع IMDb (الإنجليزية)
- جايسون دروكير على موقع قاعدة بيانات الفيلم (الإنجليزية)